# ImageShack
ImageShack est un site hébergeur d'images basé sur des abonnements. Il était en 2006 le 5e plus grand site hébergeur d'images.
Bien qu'il proposait déjà un service d'abonnement lorsqu'il était gratuit, la majorité de ses revenus venait de la publicité associée à son hébergement gratuit d'images. En janvier 2014, ImageShack annonce qu'il passe à un système d'abonnement, et que l'hébergement gratuit ne sera plus possible. Les images stockées sur les comptes gratuits peuvent être récupérées jusqu'au 31 janvier 2016. Le site ne permet pas de les télécharger dans leur résolution d'origine, mais leur application SkyPath permet de le faire par lot.

## Hébergement d'images
Le site fit ses débuts en 2003, en proposant une interface adaptée aux besoins de l'utilisateur, et sa popularité a depuis beaucoup grandi. À partir de la page d'accueil, l'utilisateur peut sélectionner le fichier qu'il veut transférer. Les formats d'images acceptés sont : JPEG, PNG, GIF, TIFF, BMP ou SWF. La taille de l'image doit être inférieure ou égale à 1,53 mégaoctets. Les images BMP et TIFF sont automatiquement converties au format PNG.
Après le transfert de l'image, l'utilisateur est redirigé vers une page contenant plusieurs adresses URL menant à cette image. Certaines sont préformatées en code HTML ou en BBCode. Ces URL peuvent être utilisées pour poster les images en hotlinking sur des sites ou forums. Les adresses ne sont pas disponibles publiquement, seuls l'utilisateur et les personnes à qui il donne l'URL peuvent connaitre l'emplacement du fichier.
Les images sont stockées sur ImageShack indéfiniment, à moins que l'utilisateur ou l'image ne transgresse les conditions d'utilisation. L'image est rendue inaccessible si elle utilise plus de 100 Mo de bande passante en une heure.
Il existe également un service gratuit d'inscription permettant à l'utilisateur de voir et de supprimer ses images hébergées.
Un article de mai 2006 a révélé qu'ImageShack traitait 100 000 demandes simultanées durant ses pics de fréquentation.
En février 2012, ImageShack décide de limiter le nombre d'images hébergées par utilisateur à 500 images. La limite est notifiée dans un encadré, indiquant aux usagers la date limite qui est celle du 1er mars, après quoi, seules les 500 images les plus récentes seront conservées, les autres seront supprimées.
Le 17 janvier 2014, ImageShack annonce le changement de son business model, passant du service gratuit basé sur la publicité à un service payant basé sur des abonnements. Seuls les utilisateurs payants peuvent encore héberger des images.
En août 2015, ImageShack commença à remplacer les images supprimées par des publicités, remplissant de nombreux forums de bannières de publicité.

## Galeries ImageShack
Les utilisateurs peuvent également créer des galeries pour leurs images -des collections publiques d'images choisies, avec un livre d'or et un système de notation des images. Les conditions d'utilisation du site précise que les contenus pornographiques sont interdits. Les utilisateurs peuvent acheter des crédits leur permettant de transférer leurs images en paquet. Cela suppose l'utilisation de Windows XP et le téléchargement d'un plugin gratuit, ou le transfert de plusieurs images dans un fichier Zip. La limite de taille des images s'applique toujours avec cette méthode.

## ImageShack Torrent
Le 5 avril 2008, ImageShack a introduit un nouveau service nommé "ImageShack Torrent". Il permet aux utilisateur de transférer un fichier torrent ou d'utiliser un lien torrent d'un moteur de recherche de torrents. ImageShack télécharge alors le torrent dans le compte de l'utilisateur. Jack Levin, fondateur du site, a commenté que c'était un excellent service compte tenu des limitations exercées par les FAI sur le protocole bittorent. Malheureusement, ce service n'est plus gratuit depuis le 28 octobre 2009, au grand dam des utilisateurs qui en ont été privés sans aucune notification.

## Piratage par Anti-Sec

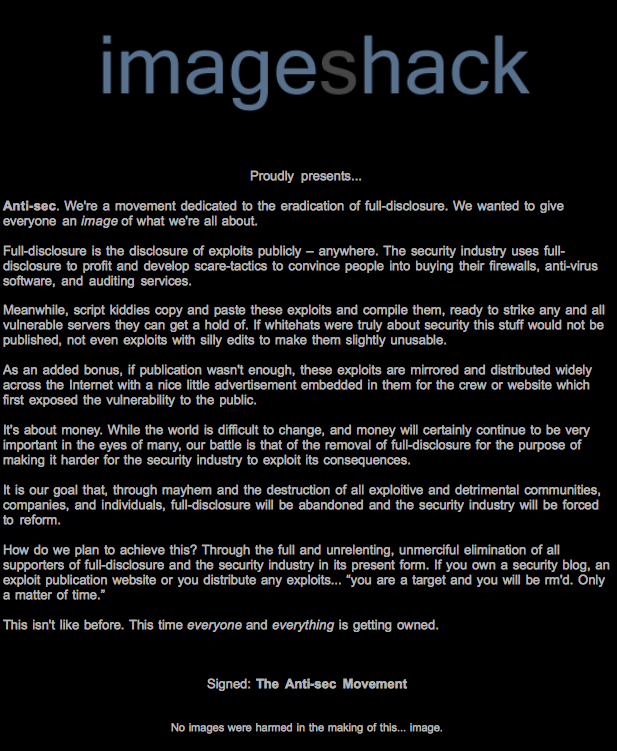
Le manifeste du mouvement Anti-Sec, qui a remplacé un certain nombre d'images hébergées par ImageShack

Le 10 juillet 2009 à 17h34 (EST), le mouvement Anti-Sec a piraté ImageShack. Leur but, selon leur manifeste, est d'éradiquer ce qui est connu sous le nom anglais de "Full-Disclosure", ou divulgation totale. Cette divulgation totale signifie que l'on va annoncer au public qu'une faille existe dans un logiciel donné, sans pour autant qu'une solution (mise à jour corrective) n'ait été mise au point. De plus, le rapport de divulgation est généralement accompagné d'un bout de code prouvant l'exploitabilité de la faille. Ces bouts de codes sont ensuite souvent réutilisés, par des personnes moins bien intentionnées, afin de pirater le plus grand nombre de cibles.
Lors du piratage d'ImageShack par le groupe Anti-Sec, de nombreuses images ont soit été remplacées (par le manifeste), ou été supprimées. Ce remplacement a eu pour effet d'afficher le manifeste sur un grand nombre de sites, faisant référence à l'image originale. Le manifeste ajoute que "aucune image n'a été blessée durant la construction de cette...image", voulant implicitement dire que les images d'ImageShack ne sont pas perdues.
La plupart des images ont été restaurées le 11 juillet 2009 à 12h00 (EST).